# Magnus Isæus
Per Magnus Reinhold Isæus, född 7 juni 1841 i Veckholms socken i Uppland, död 24 maj 1890 i Stockholm, var en svensk arkitekt. Han drev tillsammans med Carl Sandahl arkitektfirman Isæus & Sandahl i Stockholm där även Gustaf Wickman kom att arbeta en tid.

## Biografi
Isæus studerade vid Konstakademien 1859–1864, blev 1868 extra ordinarie slottsarkitekt och samma år formgivare vid Gustavsbergs porslinsfabrik, var arkitekt för svenska avdelningen på världsutställningarna i Wien 1873, i Philadelphia 1876 (vid bägge erhöll han medalj) och Paris 1878 samt vid nordiska utställningen i Köpenhamn 1888, var 1877–1881 tillförordnad lektor och från 1882 professor vid Kungliga Tekniska högskolan. År 1886 blev han ledamot av Konstakademien.
Han bedrev en omfattande verksamhet som arkitekt och lämnade ritningar till Hotell Continental (sedermera ombyggt), Davidsonska palatset (ombildning av en tysk arkitekts ritningar), och i samarbete med Carl Sandahl (1840–1890) Sturebadet (1884, efter palatset Ca' Vendramin Calergi i Venedig, med fasaden i marmorimitation), Skandiahuset, Mynttorget (1886, i florentinsk stil, av huggen sten), Norstedtshuset (1887, rohbau), Bengt Carlsons hus (nuvarande Danmarks hus) vid Jakobs torg, Berns nya salong (inre dekorering), Stockholms sjukhems nya byggnad, Stadshuset i Vasa, Finland, Villa Skogsborg (1877) på Ulriksdals slottsområde och förslag till Hornsbergs villastad (1887). 
Han utarbetade 1881 ett förslag till gamla operahusets ombyggande, vilket dock ansågs alltför kostsamt och därför ej utfördes. Han restaurerade och dekorerade även Tyska kyrkan. Under sina sista år var han jämte Isak Gustaf Clason på uppdrag sysselsatt med förslagsritningar till Nordiska museet.
Isæus var även en skicklig festdekoratör - vid Vegaexpeditionens hemkomst 1880 och vid dåvarande kronprinsparets intåg i Stockholm 1881 - och var även en framstående konstindustriell tecknare (möbler, bokband, arbeten i silver och porslin). Isæus är representerad vid bland annat Nationalmuseum.
Isæus är gravsatt vid Norra krematoriet på Norra begravningsplatsen utanför Stockholm.

## Lista på byggnadsverk av Magnus Isæus

### Utanför Sverige
- Svenska utställningspaviljongen i Wien 1873
- Svenska utställningspaviljongen i Centennial Exposition i Philadelphia 1876
- Svenska utställningspaviljongen i Paris 1878
- Svenska utställningspaviljongen i Köpenhamn 1888
- Svenska skolhuset (Swedish School House), byggt i Sverige som paviljong för Philadelphia-utställningen 1876, flyttat till Central Park i New York 1877, nu (1994) använt som marionetteater
- Vasa stadshus 1883

### Byggnadsverk i Sverige
- Blancheteatern, Kungsträdgården i Stockholm 1879 (rivet)
- Hotel Continental, Vasagatan 22, Stockholm 1883, (rivet)
- Davidsonska palatset, Hamngatan/Kungsträdgårdsgatan, Stockholm 1881 (rivet)
- Telefontornet vid Brunkebergstorg, Stockholm 1886, (rivet 1952)
- Inre restaureringar av Tyska kyrkan, Stockholm 1885–1887
- Norstedtshuset för P A Norstedt & Söner, Riddarholmen, Stockholm 1887–1889
- Grabowska huset, Karlavägen 59, Stockholm 1886
- Stockholms sjukhem, Nya Hemmet, Drottningholmsvägen 22, Stockholm 1891
- Växjö läroverk 1884
- Hayska ridhuset åt disponenten vid Jönköping Tändsticksfabrik, 1878–1879
- Riksbankshuset i Östersund, Storgatan 44, 1885

### Tillsammans med Carl Sandahl och Gustaf Wickman
- Karlavägen 45, Stockholm (med Sandahl) 1888
- Jakobstorg 1, Stockholm, för källarmästare Bengt Carlsson på Operakällaren (med Sandahl & Wickman) 1886–1888
- Kungsholmens folkskola, Fleminggatan 113, Stockholm (med Sandahl) 1889
- Rundmålningsbyggnaden, Kaptensudden, Djurgården, Stockholm (med Carl Sandahl) 1889 (riven)
- Riksbanken, Skolgatan 3, Jönköping 1888–1891 (med Sandahl)
- Sturebadet, Stockholm (med Sandahl & Wickman) 1884
- Skandiahuset, Mynttorget, Stockholm (med Sandahl) 1886–1889

## Bilder av några verk

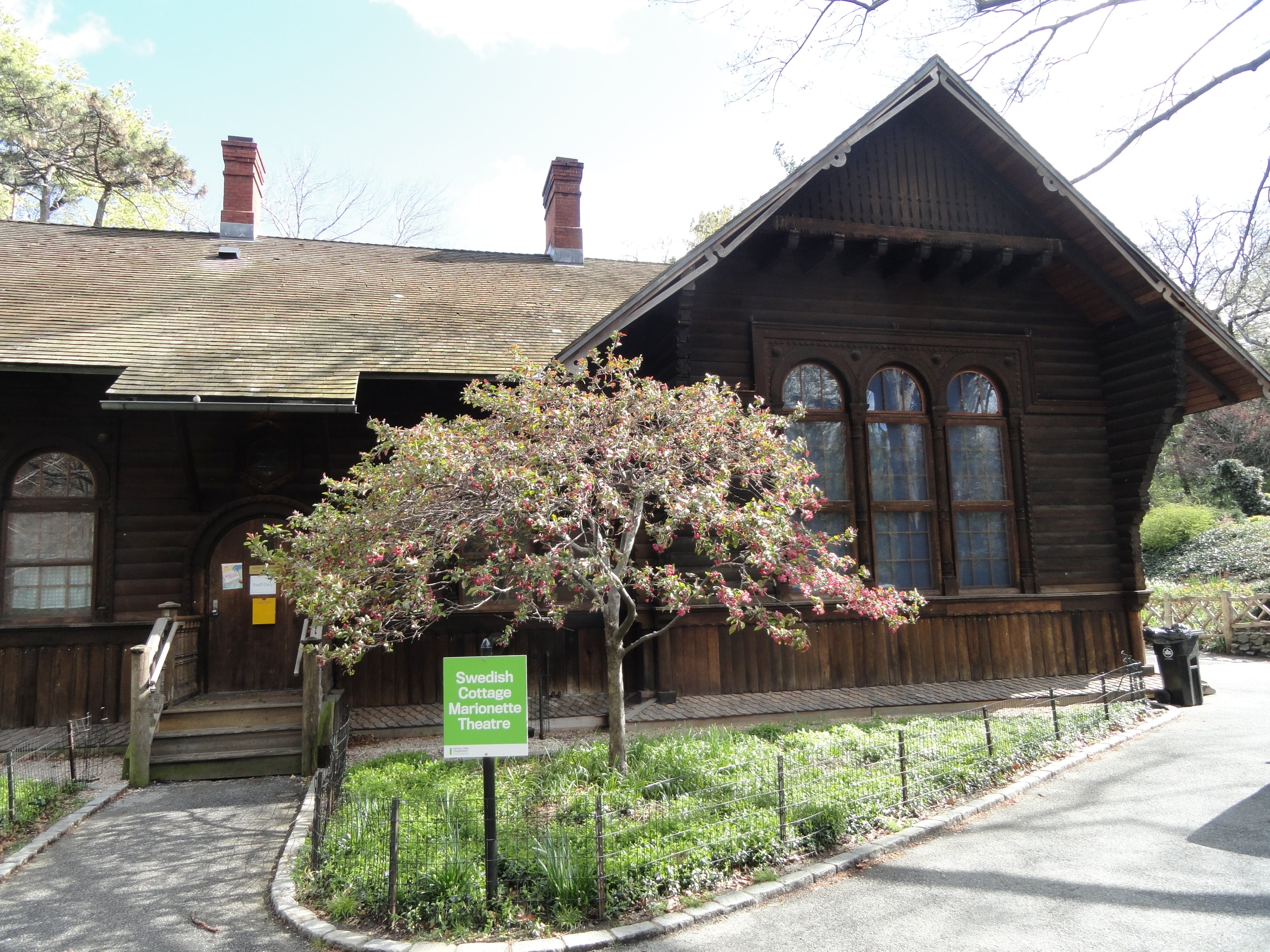
Skolhus till Centennial Exposition i Philadelphia i USA 1876.
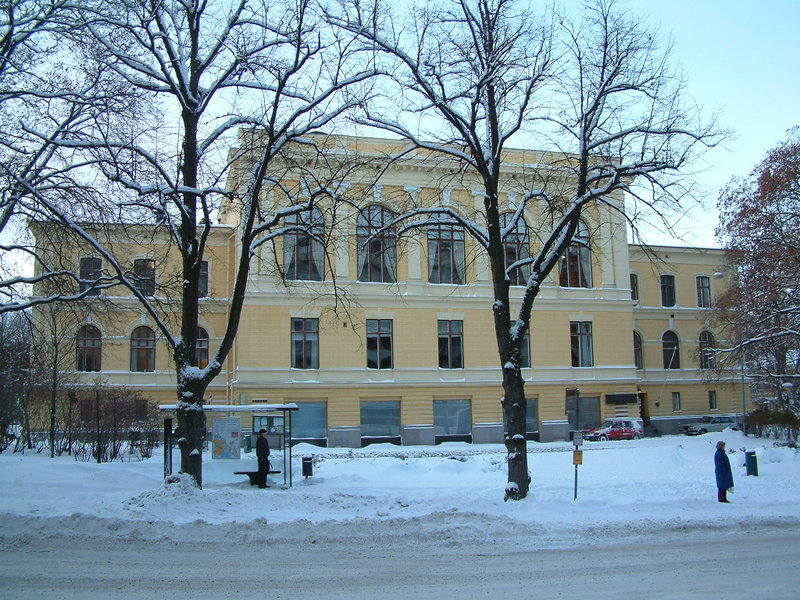
Stadshuset i Vasa i Finland (1883).
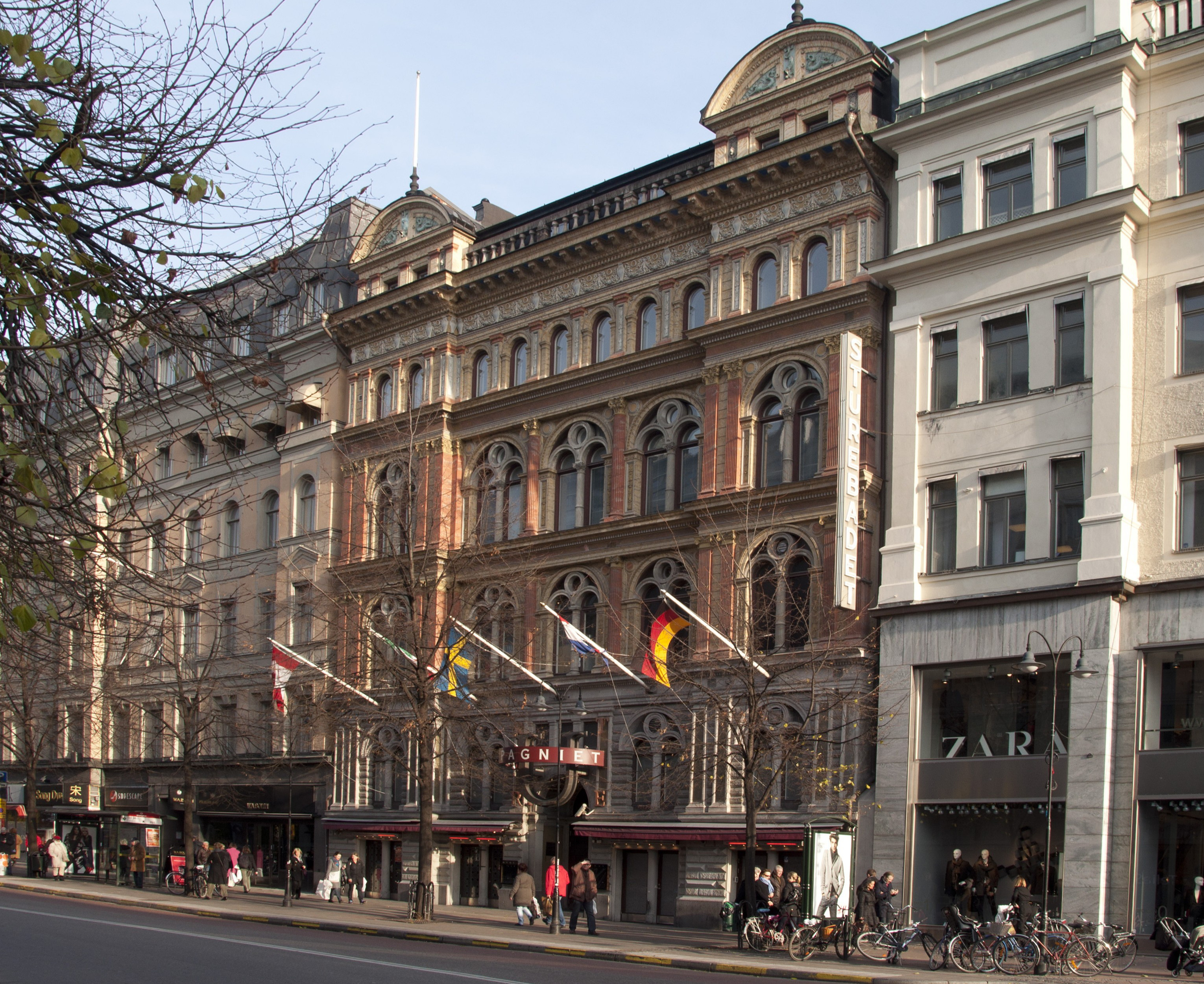
Sturebadet (1885).
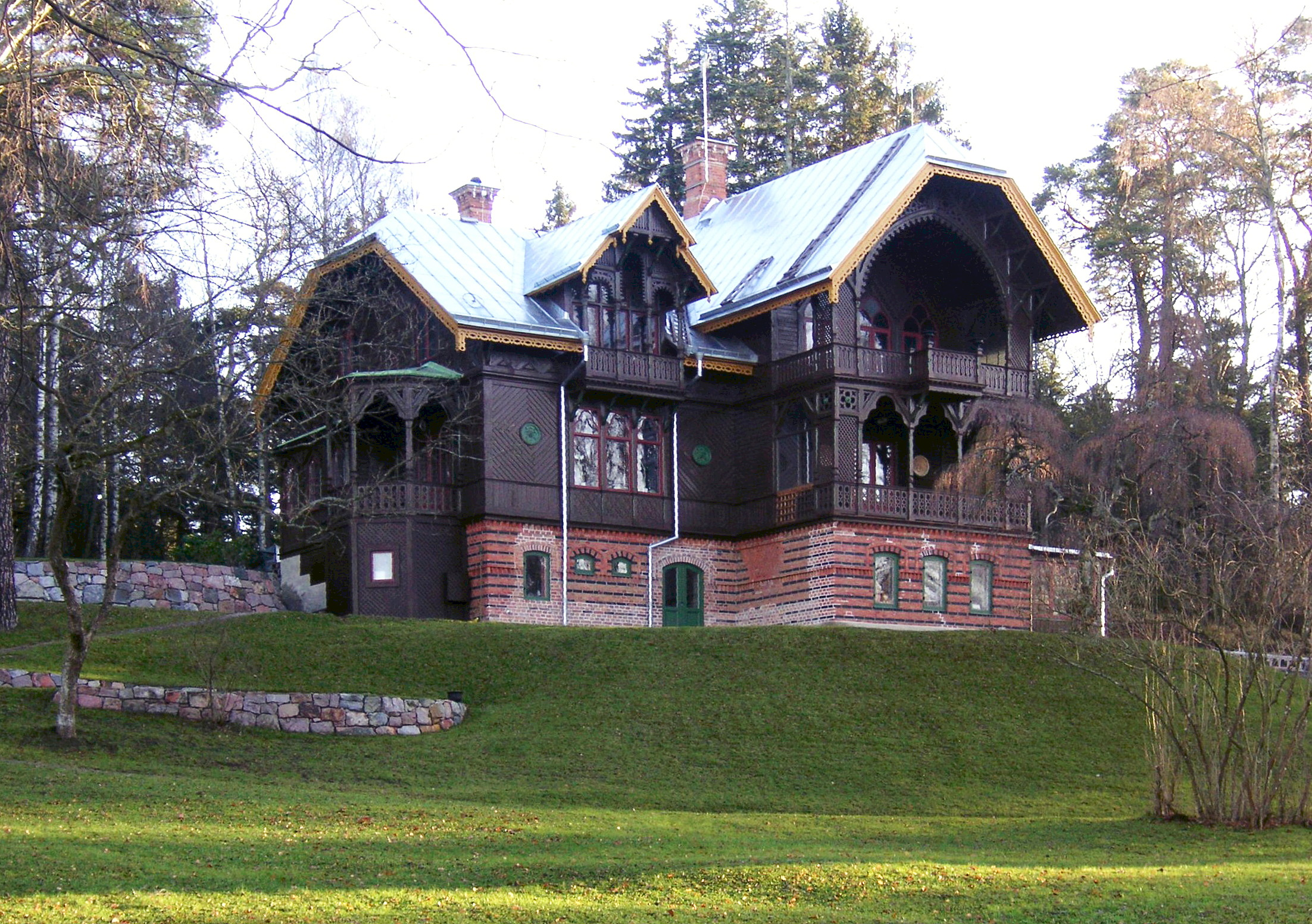
Villa Skogsborg, Ulriksdals slott (1877).
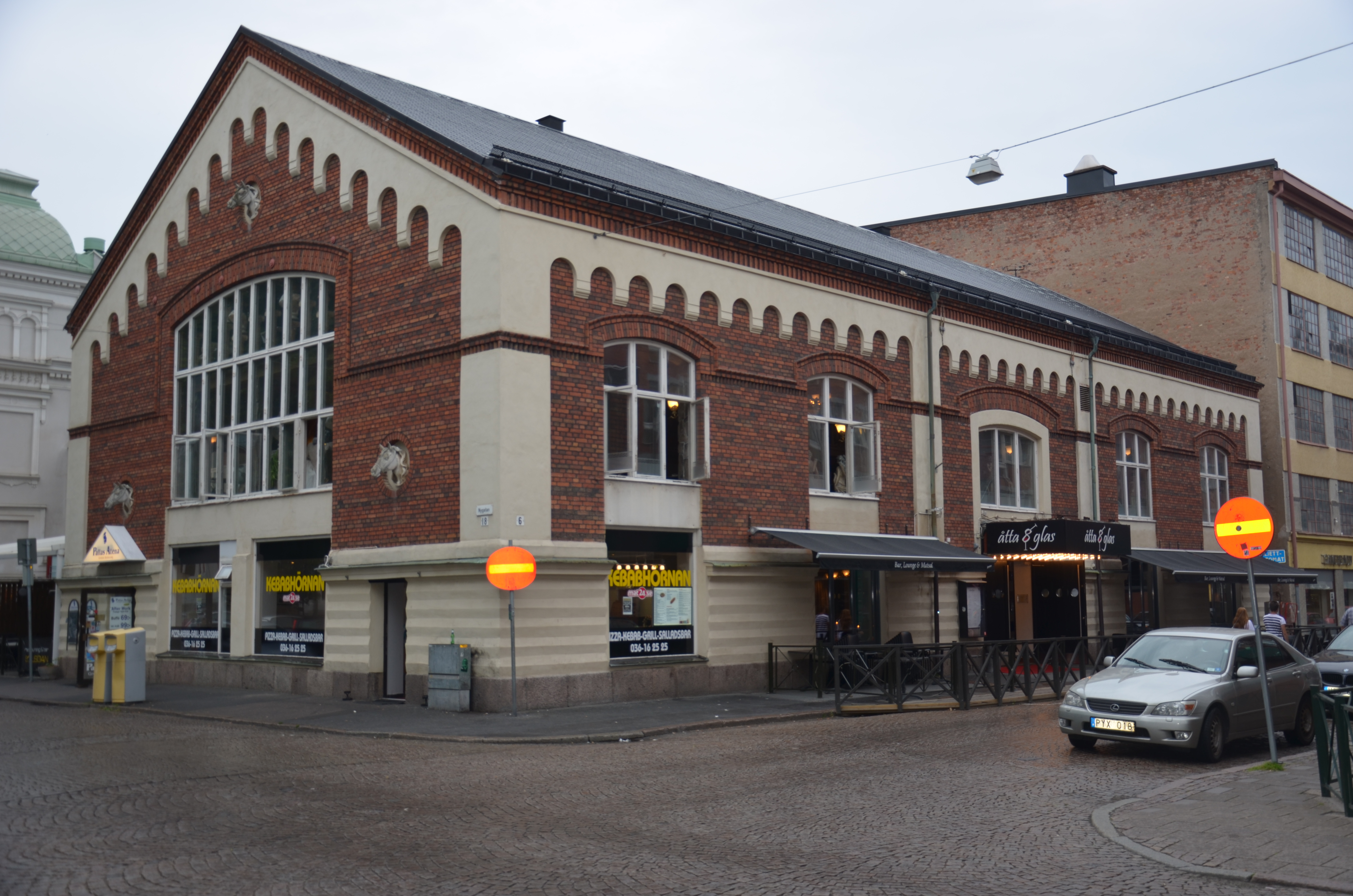
Hayska ridhuset, Jönköping (1878–1879).
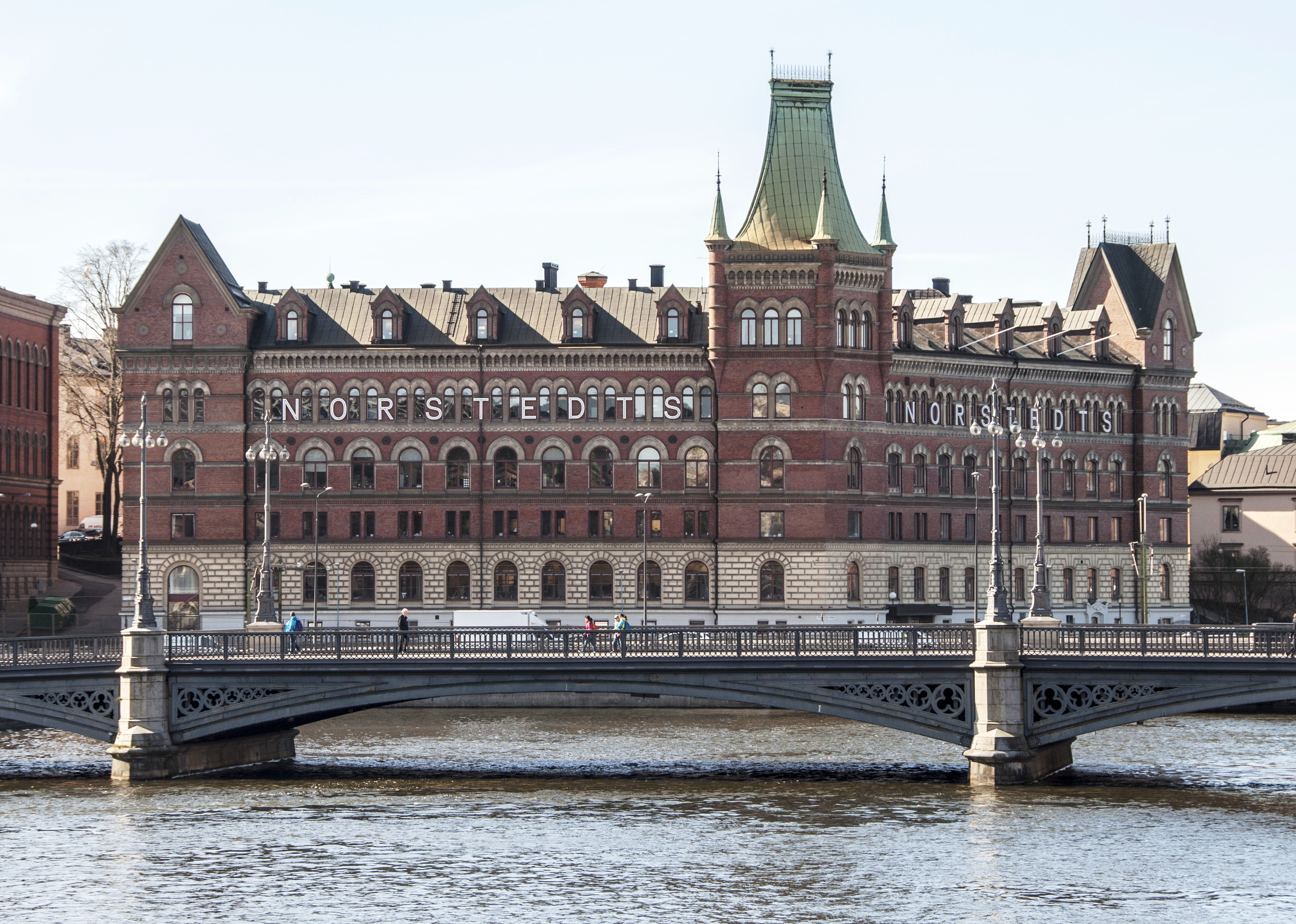
Norstedtshuset (1889).
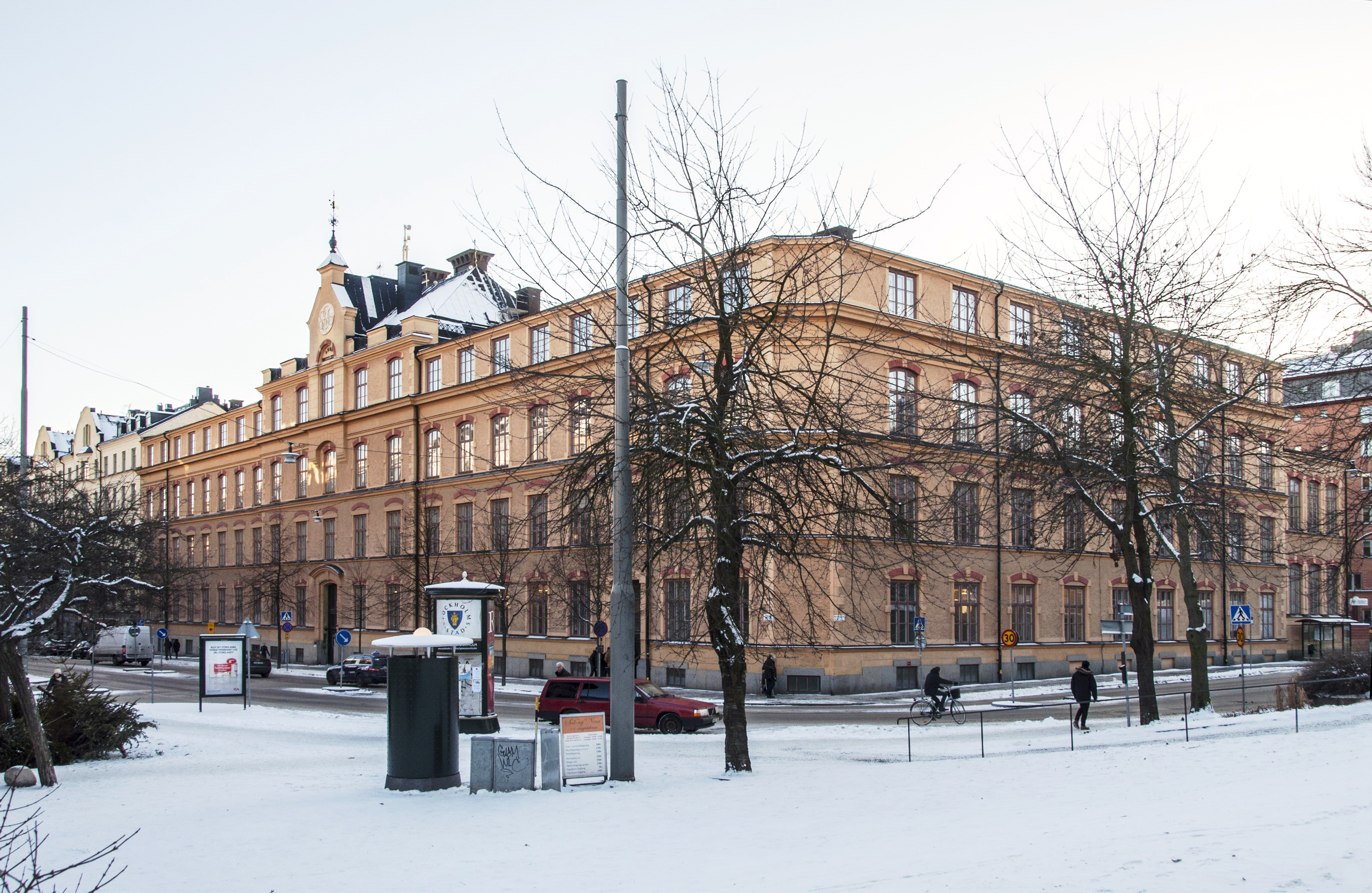
Kungsholmens folkskola (1890–1894).
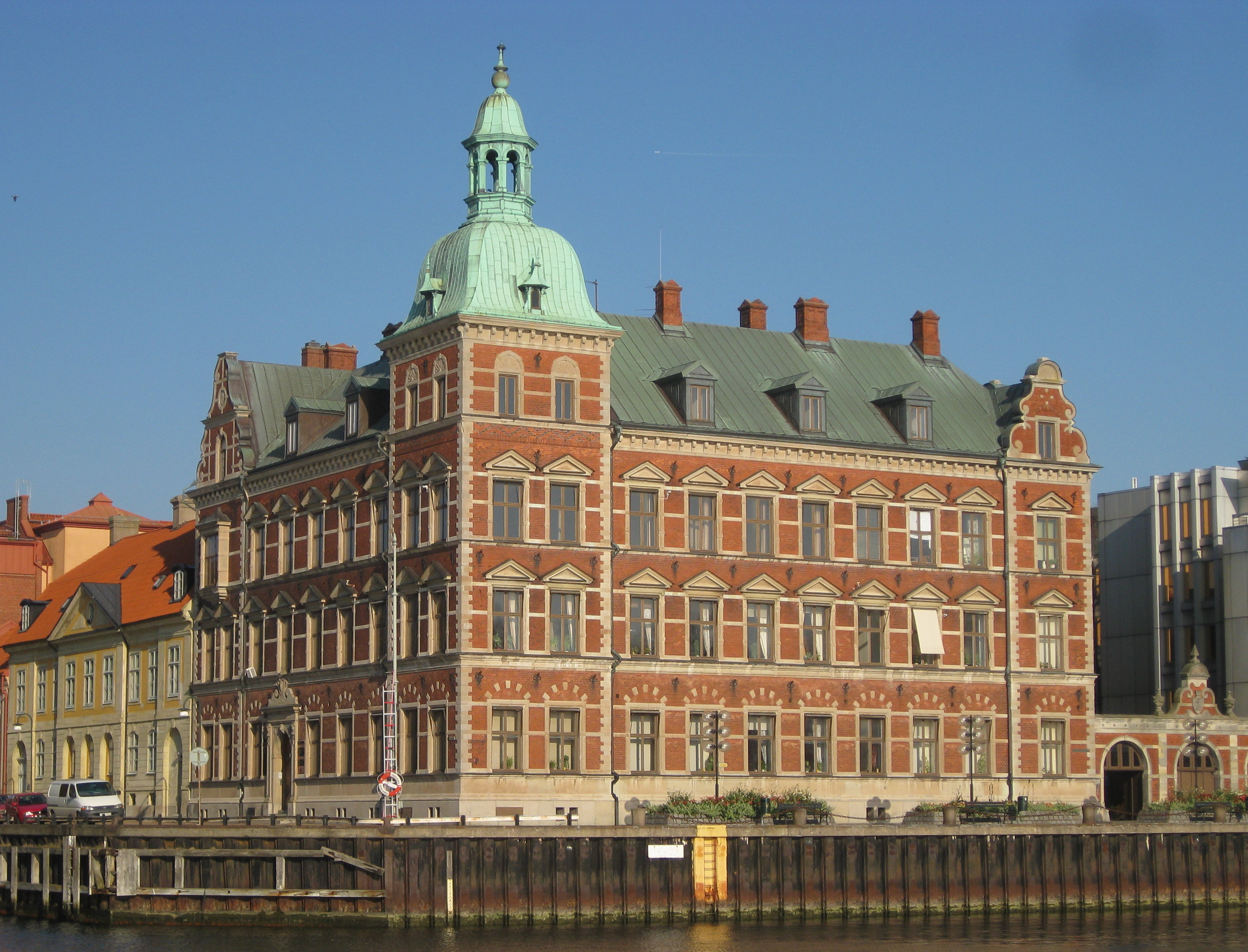
Tranckellska gården, Landskrona (1890–1894).